# William Sturgeon
William Sturgeon (Whittington, 22 mei 1783 – Prestwich, 4 december 1850) was een Engelse natuurkundige en uitvinder. In 1825 maakte hij de eerste praktisch bruikbare elektromagneet en in 1832 een gelijkstroommotor.

## Biografie
Sturgeon werd geboren als zoon van de schoenmaker John en Betsy (Adcock) Sturgeon. Na de dood van zijn moeder ging hij op tienjarige leeftijd in de leer bij een andere schoenmaker. In 1802 ging hij het leger in en leerde zichzelf wiskunde en natuurkunde. In 1824 werd hij docent aan het East India Company College in Addiscombe, Surrey en in het daaropvolgende jaar demonstreerde hij de eerste elektromagneet. Om zijn studenten kennis te laten maken met de natuurkundige wetten bouwde hij namelijk zijn eigen wetenschappelijke demonstratiemodellen. In 1828 bracht hij Ampère's idee van een solenoïde in de praktijk.
In 1832 ging William Sturgeon werken voor de pas opgerichte Adelaide Gallery of Practical Science in Londen waar op een luchtige manier de praktische wetenschap werd onderwezen en gedemonstreerd. Hier demonstreerde hij de eerste elektrische motor die voorzien was van een commutator. In 1836 richtte hij het tijdschrift Annals of Electricity op, en in hetzelfde jaar vond hij een galvanometer uit.
In 1840 werd hij directeur van de Royal Victoria Gallery of Practical Science in Manchester. Deze instelling sloot in 1842 de deuren, waardoor hij in zijn levensonderhoud moest voorzien door het geven van lezingen en demonstraties. In 1850 overleed William Sturgeon in armoede.

## Elektromagneet
Na de ontdekking van elektromagnetisme in 1820 ging Sturgeon op zoek naar mogelijkheden om de experimenten van Ørsted na te doen. Met hulp van de instrumentmaker Francis Watkins maakte hij in 1825 een proefopstelling. Hij omwikkelde een hoefijzervormige ijzerstaaf met zestien windingen koperdraad en sloot deze aan op een zuil van Volta. Door een elektrische stroom door de draden te leiden zag hij dat het stuk ijzer werd gemagnetiseerd; elektriciteit had een magnetisch veld opgebouwd die geconcentreerd was in de ijzeren kern.
Hij nam waar dat de draadwikkelingen elkaar versterkten omdat in de parallel liggende draden de stroom steeds in dezelfde richting liep. Indien gemagnetiseerd kon zijn elektromagneet ongeveer vier kilogram optillen, ofwel twintig keer zijn eigen gewicht. Wanneer de stroom werd afgeschakeld, demagnetiseerde het ijzer en liet het zijn last onmiddellijk vallen.
Zijn uitvinding werd nog datzelfde jaar tentoongesteld in Londen en zelf ontving Sturgeon in 1825 een zilveren medaille van de Royal Society of Arts. Zijn elektromagneet werd verder ontwikkeld door de Schotse Amerikaan Joseph Henry die, om kortsluiting tussen de stroomvoerende draden te voorkomen, de koperen draden bedekte met een isolerende laag. Hierdoor konden de windingen dichter en in meerdere lagen gewikkeld worden, waardoor het magnetisch effect sterk toenam. Zo kon de elektromagneet een belangrijke krachtbron worden en bijdragen in de ontwikkeling van de elektrische telegrafie en de elektromotor.
- Gemeinsame Normdatei: 117678279
- International Standard Name Identifier: 0000 0000 4821 2441
- Library of Congress Control Number: nr2004029505
- Nederlandse Thesaurus van Auteursnamen: 131530429
- SNAC: w61853wp
- Système universitaire de documentation: 198011075
- Virtual International Authority File: 15552366
- WorldCat: E39PBJtX73kQpRghtgMTVqwcT3